# 始鹏鸟属
始鹏鸟属（学名：Eopengornis）是鹏鸟科已灭绝的一个属，生存于早白垩世豪特里维阶的中国。模式种是马氏始鹏鸟（E. martini）。